# Cyclodinus mono
Cyclodinus mono là một loài bọ cánh cứng trong họ Anthicidae. Loài này được Chandler miêu tả khoa học năm 2005.